# Герб лену Крістіанстад
Герб лену Крістіанстад (швед. Kristianstads läns vapen) — символ колишнього адміністративно-територіального утворення лену Крістіанстад.

## Історія
Герб цього лену затверджено 1939 року.
Лен Крістіанстад скасований 31 грудня 1996 року після об'єднання з леном Мальмегус у теперішній лен Сконе.

## Опис (блазон)
У золотому полі відірвана червона голова грифона з синім дзьобом і язиком, увінчана синьою короною, з якої виходять плюмаж з п'яти пір'їн — 3 червоні та 2 срібні.

## Зміст
Лен Крістіанстад уживав видозмінений символ ландскапу Сконе.
Герб лену використовувався органами влади увінчаний королівською короною.